# Campeonato Sub-20 de la WAFU 2008
El Campeonato Sub-20 de la WAFU 2008 fue la primera edición de este torneo de fútbol a nivel de selecciones juveniles organizado por la WAFU y que contó con la participación de 14 selecciones juveniles de África Occidental.
Ghana venció en la final a Senegal en Nigeria para ser el primer campeón del torneo.

## Participantes
| - Benín - Burkina Faso - Cabo Verde (abandonó el torneo) - Costa de Marfil - Gambia - Ghana | - Guinea - Guinea-Bisáu (abandonó el torneo) - Liberia - Malí - Mauritania - Níger | - Nigeria - Senegal - Sierra Leona - Togo |

## Fase de grupos

### Grupo A
| País    | J | G | E | P | GF | GC | GD | Pts |
| ------- | - | - | - | - | -- | -- | -- | --- |
| Nigeria | 2 | 2 | 0 | 0 | 3  | 0  | +3 | 6   |
| Benín   | 2 | 0 | 1 | 0 | 1  | 2  | -1 | 1   |
| Togo    | 2 | 0 | 1 | 0 | 1  | 3  | -2 | 1   |

| Equipo 1 | Resultado | Equipo 2 |
| -------- | --------- | -------- |
| Nigeria  | 2-0       | Togo     |
| Benín    | 0-1       | Nigeria  |
| Togo     | 1-1       | Benín    |

### Grupo B
| País    | J | G | E | P | GF | GC | GD | Pts |
| ------- | - | - | - | - | -- | -- | -- | --- |
| Ghana   | 3 | 3 | 0 | 0 | 5  | 1  | 4  | 9   |
| Senegal | 3 | 1 | 1 | 1 | 2  | 2  | 0  | 4   |
| Guinea  | 3 | 0 | 2 | 1 | 2  | 3  | -1 | 2   |
| Gambia  | 3 | 0 | 1 | 2 | 1  | 4  | -3 | 1   |

| Equipo 1 | Resultado | Equipo 2 |
| -------- | --------- | -------- |
| Senegal  | 0-2       | Ghana    |
| Guinea   | 1-1       | Gambia   |
| Ghana    | 2-1       | Guinea   |
| Gambia   | 0-2       | Senegal  |
| Senegal  | 0-0       | Guinea   |
| Ghana    | 1-0       | Gambia   |

### Grupo C
| País            | J | G | E | P | GF | GC | GD | Pts |
| --------------- | - | - | - | - | -- | -- | -- | --- |
| Burkina Faso    | 3 | 2 | 0 | 1 | 5  | 2  | 3  | 6   |
| Costa de Marfil | 3 | 2 | 0 | 1 | 5  | 2  | 3  | 6   |
| Sierra Leona    | 3 | 2 | 0 | 1 | 4  | 1  | 3  | 6   |
| Mauritania      | 3 | 0 | 0 | 3 | 1  | 10 | -9 | 0   |

| Equipo 1        | Resultado | Equipo 2        |
| --------------- | --------- | --------------- |
| Costa de Marfil | 0-1       | Burkina Faso    |
| Sierra Leona    | 2-0       | Mauritania      |
| Burkina Faso    | 0-2       | Sierra Leona    |
| Mauritania      | 1-4       | Costa de Marfil |
| Costa de Marfil | 1-0       | Sierra Leona    |
| Burkina Faso    | 4-0       | Mauritania      |

### Grupo D
| País    | J | G | E | P | GF | GC | GD | Pts |
| ------- | - | - | - | - | -- | -- | -- | --- |
| Malí    | 2 | 1 | 0 | 0 | 0  | 0  | 1  | 4   |
| Liberia | 2 | 0 | 2 | 0 | 2  | 2  | 0  | 2   |
| Níger   | 2 | 0 | 1 | 1 | 1  | 2  | -1 | 1   |

| Equipo 1 | Resultado | Equipo 2 |
| -------- | --------- | -------- |
| Níger    | 1-1       | Liberia  |
| Liberia  | 1-1       | Malí     |
| Malí     | 1-0       | Níger    |

## Fase final
|  | Cuartos de final   | Cuartos de final |                  |                 | Semifinales    | Semifinales    |  |         | Final           | Final           |  |
|  | 6 de diciembre     | 6 de diciembre   |                  |                 | 8 de diciembre | 8 de diciembre |  |         | 10 de diciembre | 10 de diciembre |  |
|  |                    |                  |                  |                 |                |                |  |         |                 |                 |  |
|  |                    |                  |                  |                 |                |                |  |         |                 |                 |  |
|  | Costa de Marfil    | 2                |                  |                 |                |                |  |         |                 |                 |  |
|  | Costa de Marfil    | 2                |                  |                 |                |                |  |         |                 |                 |  |
|  | Malí               | 1                |                  |                 |                |                |  |         |                 |                 |  |
|  | Malí               | 1                |                  | Costa de Marfil | 1              |                |  |         |                 |                 |  |
|  |                    |                  |                  | Costa de Marfil | 1              |                |  |         |                 |                 |  |
|  |                    |                  | Senegal          | 4               |                |                |  |         |                 |                 |  |
|  | Nigeria            | 1                | Senegal          | 4               |                |                |  |         |                 |                 |  |
|  | Nigeria            | 1                |                  |                 |                |                |  |         |                 |                 |  |
|  | Senegal (Pen. 3-5) | 1                |                  |                 |                |                |  |         |                 |                 |  |
|  | Senegal (Pen. 3-5) | 1                |                  |                 |                |                |  | Senegal | 1               |                 |  |
|  |                    |                  |                  |                 |                |                |  | Senegal | 1               |                 |  |
|  |                    |                  | Ghana (Pen. 2-3) | 1               |                |                |  |         |                 |                 |  |
|  | Benín              | 0                | Ghana (Pen. 2-3) | 1               |                |                |  |         |                 |                 |  |
|  | Benín              | 0                |                  |                 |                |                |  |         |                 |                 |  |
|  | Ghana              | 1                |                  |                 |                |                |  |         |                 |                 |  |
|  | Ghana              | 1                |                  | Ghana           | 2              |                |  |         |                 |                 |  |
|  |                    |                  |                  | Ghana           | 2              |                |  |         |                 |                 |  |
|  |                    |                  | Burkina Faso     | 1               |                |                |  |         |                 |                 |  |
|  | Burkina Faso       | 4                | Burkina Faso     | 1               |                |                |  |         |                 |                 |  |
|  | Burkina Faso       | 4                |                  |                 |                |                |  |         |                 |                 |  |
|  | Liberia            | 0                |                  |                 |                |                |  |         |                 |                 |  |
|  | Liberia            | 0                |                  |                 |                |                |  |         |                 |                 |  |
|  |                    |                  |                  |                 |                |                |  |         |                 |                 |  |

### Tercer lugar
| Equipo 1     | Resultado | Equipo 2        |
| ------------ | --------- | --------------- |
| Burkina Faso | 0-2       | Costa de Marfil |

## Campeón
| Campeonato Sub-20 de la WAFU 2008 |
| --------------------------------- |
| Bandera de Ghana                  |
| Ghana 1º Título                   |